# Ternów
Ternów (ukr. Тернів) – wieś na Ukrainie, w obwodzie lwowskim, w rejonie lwowskim (wcześniej w rejonie żółkiewskim). W 2001 roku miejscowość liczyła 115 mieszkańców. Należy do Mokrotyńskiej rady wiejskiej.